# Javier Borda
Javier Borda Elejabarrieta (Bermeo, Vizcaya, 1951) es ingeniero industrial, investigador-profesor de sistemas industriales con numerosas publicaciones científicas y empresario español. Es presidente de Sisteplant, multinacional de ingeniería de sistemas industriales.

## Formación y carrera profesional
Es doctor ingeniero industrial por la Escuela Técnica Superior de Ingenieros Industriales de Bilbao (ETSII) y máster en Modelos Cuantitativos y MBA por la Escuela Superior de Técnica Empresarial (ESTE) de la Universidad de Deusto (1974-1976). Leyó su tesis doctoral “Arquitectura y modelos computerizados CIM en inyección de termoplásticos” en la Universidad del País Vasco en 1988.
Ha sido profesor de la Universidad de Deusto (1984-2001) en la materia "Dirección de producción", y en el Aula Aeronaútica de la Escuela Superior de Ingenieros Industriales de Bilbao (2005-8) con la asignatura “Sistemas Avanzados de producción para Aeroespacio y Defensa”, así como en la Universidad Rey Juan Carlos I, donde impartió “Sistemas avanzados de mantenimiento, reparación y revisión (MRO) para Defensa” en 2005.
Como científico de la producción industrial, reivindica la función social de las empresas. A lo largo de su carrera profesional ha ayudado a grandes y pequeñas empresas a avanzar en sus modelos industriales.
En 1984 fundó la compañía multinacional Sisteplant, dedicada a ofrecer soluciones tecnológicas para optimizar los procesos productivos, y de mantenimiento de la industria.
Fue director general de Datalde (1984-1994) y posteriormente consejero delegado. Entre 1991 y 2000 fue miembro de la extinta IFIP (International Federation for Information Processing), perteneciente a la UNESCO.
Ha sido reconocido con el premio Automoción-ACICAE del Cluster de Automoción del País Vasco (2023) por su compromiso con el sector vasco de automoción.

## Publicaciones
Es autor de seis libros, artículos científicos, y artículos divulgativos, en los que establece la relación entre el hombre y la máquina y los riesgos de la digitalización, la robótica y el uso de la inteligencia artificial.
En “La Fábrica del futuro. Humana, inteligente, tecnológica y digital”, publicado en 2016, profundizaba en la teoría de que sin una industria avanzada el futuro es prácticamente inexistente.  Para el autor, las TICs son un mero “intérprete” y debemos  situarnos por encima de la inteligencia artificial.
En el “Hombre y Tecnología: 4.0 y más”, aborda el papel que ocupa el ser humano en la Cuarta Revolución Industrial y se muestra escéptico con la industria robotizada si no se corresponde con un nivel tecnológico superior en las personas que la operan. Para Borda, los cuatro pilares básicos de las fábricas  del futuro son la estrategia, la tecnología, las personas y la habitabilidad; y  aboga por crear «fábricas laboratorio», con modelos de gestión que permitan «producir con calidad a la vez que experimentar para hacerlo mejor mañana».
Como científico ha participado en congresos internacionales y en diversos proyectos de investigación. Cabe destacar de su obra:

### Libros
- Técnicas de mantenimiento avanzado y competitividad industrial. Ediciones Deusto, 1991. ISBN-84-234-0934-1.[11]
- La Fábrica del Futuro. Humana, inteligente, tecnológica y digital. Editorial Sisteplant, 2016. ISBN-978-84-608-6821-7
- Hombre y Tecnología: 4.0 y más. Editorial Sisteplant, 2018. ISBN 978-84-09-02350-9
- El pensamiento filosófico y científico en la industria del futuro: El Hombre Nuevo. Editorial Sisteplant, 2019. ISBN: 978-84-09-16598-8
- Tecnología para el Mantenimiento Científico en las Plantas Cibernéticas. Editorial Sisteplant, 2022. ISBN 978-84-09-45254-5.

### Publicaciones científicas
- Javier Borda Elejabarrieta (1998) “MRP-3 Concurrent integration of planning and scheduling in OKP (one of a kind production)” en VVAA: IFIP Advances in Information and Communication Technology, Ed. Springer Science+Business Media Dordrecht.[12]
- Javier Borda Elejabarrieta (2000). Evolución en la Problemática de Mantenimiento y Cambios Necesarios En Los Sistemas de Gestión. DYNA, 75(1), 17-22.
- Javier Borda Elejabarrieta (2006). Lanzamiento del sector aeronáutico. Qualitas hodie: Excelencia, desarrollo sostenible e innovación, (116), 62-63.
- Borda Elejabarrieta, J., Delegado, C., & Datalde, D. G. D. (1986). Conceptos de teoría de sistemas. Aplicación a la empresa de un entorno de nuevas tecnologías. Boletín de Estudios Económicos, 41, 563.
- Javier Borda Elejabarrieta (1990). Tecnología, cambios organizativos y competitividad. Boletín de Estudios Económicos, 45, 255.

### Artículos divulgativos
- La sostenibilidad en la fábrica del futuro, Cinco Días.[13]
- VVAA: La Nueva Economía de la Defensa en un Nuevo Orden Mundial, Ministerio de Defensa 2017.[14]
- ¿Industrializar la fabricación de micro y nanoproductos? Revista del Colegio Oficial de Ingenieros Industriales de Madrid, 2011.[15]
- Industria: ¿Proteccionismo o precaución?Diario El economista.[16]